# Sòpater de Macedònia
Sòpater (en llatí Sopater, en grec antic Σώπατρος) fou un general macedoni del rei Filip V de Macedònia.
El 203 aC Filip el va enviar a l'Àfrica amb quatre mil soldats i alguns diners, per ajudar els cartaginesos. Va ser fet presoner per les forces romanes, juntament amb bona part dels seus soldats. Filip V va enviar una ambaixada a Roma per demanar el seu alliberament, segons diu Titus Livi.